# Bidule
Der Bidule ist ein zylinderförmiges Töpfchen aus Plastik, das als Einsatz in die Flaschenmündung einer Sektflasche dient, um die Dichtigkeit des als Verschluss aufgesetzten Kronkorkens während Gärung und Lagerzeit eines Flaschengärsekts zu erhöhen.
Der Bidule erleichtert außerdem das Entfernen der Hefe beim Degorgieren nach der Gärung. Der Name stammt aus dem Französischen und bedeutet in der wörtlichen Übersetzung „Dingsda“. Die Verwendung der Bidule hat Einfluss auf die Qualität des Sektes, da der Gasaustausch des Flaschenverschlusses vermindert wird und so Oxidationsvorgänge im Sekt verlangsamt werden. Verwendung findet der Bidule vorwiegend in der Champagner- und Cremantproduktion in Frankreich. Bei deutschen Sektherstellern wird häufig mit einem in den Kronkorken integrierten, biduleähnlichen Kunststoffeinsatz gearbeitet.